# エクストリーム・メイクオーヴァー (吹奏楽曲)
『エクストリーム・メイクオーヴァー 〜チャイコフスキーの主題による変容〜』（Extreme Make-over - Metamorphoses on a Theme by Tchaikovsky）は、ヨハン・デ・メイが作曲した吹奏楽曲。演奏時間は16 - 17分。

## 概要
ヨーロッパ・ブラスバンド連盟（European Brass Band Association）から2005年のヨーロッパ・ブラスバンド選手権大会（European Brass Band Championships）の選手権部門（Championship section）の課題曲の委嘱を受け、2004年秋にブラスバンド曲として作曲された。2006年には吹奏楽版が、2009年にはファンファーレバンド版が、それぞれ作曲者自身により作られている。
楽譜はいずれの編成ともオランダのアムステル・ミュージック（Amstel Music BV）から出版され、オランダのデ・ハスケ（De Haske Publications BV）およびアメリカのハル・レナード（Hal Leonard Corporation/アメリカ、カナダ、ニュージーランド、オーストラリアのみ）を通じて販売されている。

## 初演

### ブラスバンド版
世界初演は、2005年4月29日にオランダ・フローニンゲンのマルティーニ・プラザ（Martiniplaza）で開催されたヨーロッパ・ブラスバンド選手権大会の選手権部門において、出場した9つのバンドの課題曲としての演奏による。

### 吹奏楽版
世界初演は、2006年6月11日にドイツ・フライブルクのコンツェルトハウス（Konzerthaus Freiburg）で行われたガラコンサートにおいて、作曲者の指揮、フライブルク吹奏楽団（Freiburger Blasorchester）の演奏による。
日本初演は、2007年6月8日に大阪市北区のザ・シンフォニーホールにおいて、作曲者 デ・メイ自身の指揮、大阪市音楽団（当時の呼称）の演奏による。

### ファンファーレバンド版
世界初演は、2009年9月10日〜12日の3日間にそれぞれオランダのロセル（Losser）のブリルマンスデネン野外劇場（Openluchttheater Brilmansdennen）、アメロンゲン（Amerongen）のプルーフ体育館（Sporthal de Ploeg）、ステーンベルヘン（Steenbergen）のクロムヴィール会合センター（Ontmoetingscentrum 't Cromwiel）の3会場で行われた、テイメン・ボトマ（Tijmen Botma）の指揮、オランダ王立陸軍騎兵ファンファーレ隊（Fanfarekorps Koninklijke Landmacht Bereden Wapens）の演奏による。

## 編成

### ブラスバンド版
英国式ブラスバンドの使用楽器・編成に基づく25名の金管楽器（コルネット奏者はD、E、G♯、A、Bに調律された瓶も吹く）および3名の打楽器（Vib., Mar., Tub.Bells, Xylo., Timp., Anvil, B.D., Tam-t., S.D., Cymb. (susp./crash), Roto-toms, Floor Tom-t.）による。

### 吹奏楽版
| 木管   | 木管                 | 金管                                                        | 金管                                                        | 弦・打                                                      | 弦・打 |
| ------ | -------------------- | ----------------------------------------------------------- | ----------------------------------------------------------- | ----------------------------------------------------------- | --- |
| Fl.    | 2, Picc.             | Tp.                                                         | 4                                                           | Cb.                                                         | ● |
| Ob.    | 2, C.A.              | Hr.                                                         | 4                                                           | Timp.                                                       | ● |
| Fg.    | 2                    | Tbn.                                                        | 2, Bass                                                     | 他                                                          | ブラスバンド版と同じ（ただし、レギュレーションによる人数制限がないため演奏箇所はブラスバンド版より多くなっている） |
| Cl.    | 3, E♭, Bass          | Eup.                                                        | ●                                                           | 他                                                          | ブラスバンド版と同じ（ただし、レギュレーションによる人数制限がないため演奏箇所はブラスバンド版より多くなっている） |
| Sax.   | Alt. 2 Ten. 1 Bar. 1 | Tub.                                                        | ●                                                           | 他                                                          | ブラスバンド版と同じ（ただし、レギュレーションによる人数制限がないため演奏箇所はブラスバンド版より多くなっている） |
| その他 | その他               | Piano, 10 tuned bottles（フルート、クラリネット奏者による） | Piano, 10 tuned bottles（フルート、クラリネット奏者による） | Piano, 10 tuned bottles（フルート、クラリネット奏者による） | Piano, 10 tuned bottles（フルート、クラリネット奏者による）                                                        |

## 構成
「アンダンテ・カンタービレ」のタイトルで知られるチャイコフスキーの「弦楽四重奏曲第1番 ニ長調」の第2楽章冒頭の旋律を主題とし、交響曲第4番、交響曲第6番、幻想序曲「ロメオとジュリエット」、さらにエンディングでは序曲「1812年」からの断片を引用しながら、さまざまな形に変容する。また、スティーヴ・ライヒやイーゴリ・ストラヴィンスキー、フランク・ザッパの音楽のエッセンスも加えられている。Andante cantabile ♩=60-63で、2本のコルネット、テナーホーン、ユーフォニアムの金管四重奏（吹奏楽版、ファンファーレバンド版では2本のアルト、テナー、バリトンのサクソフォーン四重奏）による「アンダンテ・カンタービレ」の旋律で始まり、中間部では2オクターブのD、E、G♯、A、B音に調律した10本の瓶を吹くホケトゥスや、ガムラン風のマリンバ独奏が聞かれる。